# Stanisław Serwicki
Stanisław Serwicki (ur. 11 czerwca 1924 w Skałach, zm. 4 lutego 1999) – polski rolnik i polityk, poseł na Sejm PRL VIII kadencji.

## Życiorys
Syn Wincentego i Magdaleny. Z zawodu inżynier rolnictwa, uzyskał wykształcenie wyższe na Akademii Rolniczej we Wrocławiu w 1967. Członek Polskiej Zjednoczonej Partii Robotniczej. Naczelnik Miasta i Gminy Strzelin w latach 1973–1976. Dyrektor Państwowego Gospodarstwa Rolnego Strzelin od 1977 do 1979, następnie był dyrektorem Zjednoczenia PGR Wrocław w okresie 1980–1981. Był członkiem egzekutywy Komitetu Wojewódzkiego PZPR we Wrocławiu. W 1980 uzyskał mandat posła na Sejm PRL VIII kadencji w okręgu Wrocław. Zasiadał w Komisji Handlu Wewnętrznego, Drobnej Wytwórczości i Usług i Komisji Rolnictwa i Przemysłu Spożywczego. W lipcu 1981 zrzekł się mandatu, w tym samym roku przeszedł na emeryturę.
Pochowany 12 lutego 1999 na Cmentarzu Grabiszyńskim we Wrocławiu (9U/1/1).

## Odznaczenia
- Krzyż Kawalerski Orderu Odrodzenia Polski
- Order Sztandaru Pracy II klasy
- Złoty Krzyż Zasługi (1955)[2]
- Srebrny Krzyż Zasługi (1955)[3]
- Medal 10-lecia Polski Ludowej (1955)[4]